# Variaties en fuga voor orkest
Variaties en fuga voor orkest (Noors: Variasjoner og fuge for orkester) is een compositie van Johan Kvandal. Het werk vormde eigenlijk deel drie van een blaasoctet, waar de componist in 1946 mee was begonnen. Het definitieve Blaasoctet zou er pas komen in 1980. Met de ombouw van de octetvorm naar dit werk voor orkest kwam Kvandals eerste werk voor orkest op papier. 
De structuur is een thema met variaties, maar dan verdeeld over drie secties:
- De variaties 0 tot en met 9 in allegretto
- cadens
- De variaties 10 tot en met 13 in adagio
- de afsluitende fuga in allegro.

De eerste uitvoering van het werk kwam tot stand op 12 september 1954 door het Oslo Filharmoniske Orkester onder leiding van Odd Grüner-Hegge. Het kende een moeilijke start. Een collegacomponist Harald Saeverud bracht het echter naar Bergen. De dirigent aldaar Carl von Garaguly was enthousiast en voerde het diverse malen uit.
De Variaties en fuga zijn geschreven voor
- 2dwarsfluiten (II ook piccolo), 2 hobo’s (II ook althobo), 2 klarinetten, 2 fagotten
- 4 hoorns, 2 trompetten, 3 trombones
- pauken,  man/vrouw percussie,  1 harp
- violen, altviolen, celli, contrabassen